# Foyr
Foyr orthographié aussi Fouir (en wallon : Foyir) est un hameau belge situé en province de Liège dans la commune de Jalhay.
Avant la fusion des communes de 1977, Foyr faisait déjà partie de la commune de Jalhay. 

## Étymologie
Foyr signifie : Bâti sous la feuillée.

## Situation
Ce hameau ardennais s'est implanté à la naissance du vallon du petit ruisseau de Foyr.
Le centre de Jalhay se trouve à un peu moins de 2 km au sud-est de Foyr.

## Description
Étalant ses habitations au milieu de prairies bordées de haies vives, Foyr est un hameau rural comprenant à l'origine de nombreuses fermettes anciennes souvent construites en moellons de grès et composées d'un corps de logis, d'une étable et d'une grange. Plusieurs exploitations agricoles sont toujours en activité.
On dénombre une demi-douzaine de croix dans le hameau.

## Activités
Foyr compte des gîtes ruraux.
Au nord du hameau, au lieu-dit Foyeuru, se trouvent une pêcherie et plusieurs étangs.